# Hakucho
Hakucho (en japonais cygne) ou CORSA-B est  le premier télescope spatial à rayons X japonais.  Développé par l'agence spatiale Institute of Space and Astronautical Science (ISAS), il a été lancé le 21 février 1979 par une fusée M-3C-4  depuis le centre spatial de Uchinoura et placé sur une orbite terrestre basse quasi circulaire de 545 × 577 kilomètres pour une inclinaison de 30°. Ce petit satellite (96 kg) avait pour objectif d'étudier les étoiles sources de rayons X et en particulier celles émettant de brèves impulsions sur un large spectre.

## Caractéristiques techniques
Le satellite de 96 kg qui est en rotation sur son axe a la forme d'une prisme droit octogonal avec une extrémité pyramidale d'une hauteur de 65 cm et d'une largeur maximale de 80 cm. Un enregistreur permet de stocker les données collectées en attendant qu'elles soient retransmises.
Les instruments scientifiques comprennent :
- Un détecteur de rayons X très mous 0,1-0,2 keV (VSX) comprenant 4 compteurs proportionnels ayant chacun une surface collectrice de 78 cm2. Deux sont parallèles à l'axe de rotation  avec un champ optique de 6,3 × 2,9°, deux sont perpendiculaires à celui-ci avec un champ optique de 24,9x2,9°
- Un détecteur de rayons X  mous 1,5–30 keV (SFX) comportant 6 compteurs proportionnels dont 4 sont parallèles à l'axe de rotation :
  - deux ayant une surface collectrice de 69 cm2 et un champ optique de 17,6°.
  - deux ayant une surface collectrice de respectivement 40  et   83 cm2 et un champ optique de 5,8°.
  - deux ayant une surface collectrice de 32 cm2 et un champ optique perpendiculaire à l'axe de rotation avec un champ optique de 50,3 × 1,7°.
- Un scintillateur à rayons X durs 10–100 keV (HDX) une surface collectrice de 45 cm2 et un champ optique de 4,4 × 10°.

Pour observer une portion du ciel le satellite utilise des magnéto-coupleurs qui interagissent avec le champ magnétique terrestre. Ceci change l'axe de rotation et donc l'axe de visée des détecteurs de rayons X.

## Déroulement de la mission et résultats
Ce satellite remplaçait CORSA-A lancé le 4 février 1976 victime d'une défaillance de son lanceur. La mission, qui s'est achevée le 15 avril 1985 lorsque le satellite a effectué sa rentrée atmosphérique, a fourni des résultats scientifiques d'une grande qualité :
- Découverte de 8 nouvelles sources de rayons X
- Découverte du processus  de transformation du rayonnement X en rayonnement visible  par le disque d'accrétion
- Étude des changements de périodicité des étoiles à neutron hautement magnétisées (pulsars à rayons X)